# CS-350
La CS-350 (Carretera Secundària 350) és una carretera de la Xarxa de Carreteres d'Andorra, que comunica la CG-3, amb Sornàs. També és anomenada Carretera de Sornàs.
Segons la codificació de carreteres d'Andorra aquesta carretera correspon a una Carretera Secundària, és a dir, aquelles carreteres què comuniquen una Carretera General amb un poble o zona.
Aquesta carretera és d'ús local ja què només l'utilitzen los veïns de les poblacions que recorre.
La carretera té en total 0,2 quilòmetres de recorregut.

## Projectes[3]

### Ordenament Territorial adjudica la redacció de 15 projectes per 438.654,43 euros (conjunt de millores)
El Govern ha aprovat, el dimecres, 21 Octubre 2015, a proposta del ministre d'Ordenament Territorial, Jordi Torres, l'adjudicació de la redacció dels projectes i la posterior direcció de les obres de 15 projectes diferents. L'import total de la redacció dels projectes adjudicats ascendeix a 438.654,43 euros, i més endavant s'efectuaran els compromisos de despesa referents a les direccions d'obra de cada un dels projectes.
De la mateixa manera, s'ha adjudicat l'elaboració de tres estudis que ascendeixen a 74.582,51 euros.
Els projectes adjudicats han estat:
- Actuació de millora de la CG3 amb la CS-350 de Sornàs, a Guillem Valdés EC per un import de 4.676,38 euros.

- Actuacions de millora de la CS-520 de Comallempla a Sinus Enginy, SAU per un import de 6.217,75 euros.

- Actuacions de millora de la CS-130 de la Rabassa a Sinus Enginy, SAU per un import de 9.614 euros.

- Actuacions de millora de la CS-140 de Fontaneda a Coidea, SL per un import de 6.102,80 euros.

- Actuacions de millora de la CS-131 de la Peguera a Sinus Enginy, SAU per un import de 7.210,50 euros.

- Actuacions de millora de la CG2 del cap del port d'Envalira al carrer Sant Jordi a l'empesa Coidea, SL per un import de 9.593,10 euros.

- Actuacions de millora de la CS-240 de Montaup a Suport EC, SA per un import de 16.354,25 euros.
- Reordenació de la CG2 a la sortida d'Encamp, a partir de la rotonda del Mirador a Engitec, SA per un import de 9.843,90 euros.
- Recrescut dels murs de contenció hidràulica en el tram Pont de les Bons – Pont de la Molina a Enginesa per un import de 22.310,75 euros.
- Actuacions per a la millora de resguards dels ponts de la Plana d'Encamp a Euroconsult per 34.276 euros.
- Enderroc i nou pont a la CG1, a l'altura del pont de Santa Coloma a J.Paméntol, SL – Get Beal, SLU – Geoma Consult, SL per un import de 47.495,25 euros.

## Punts d'Interés
- Església de Sant Roc de Sornàs

### Església de Sant Roc[4]
Senzilla i Modesta. Sense pretensions però amb totes les eines per cobrir les necessitats espirituals d'una petita comunitat religiosa. Datada el 1750 i, per tant, d'època barroca, l'esglesiola no destaca per res, però sí per moltes coses. Per com salva el desnivell, per exemple. O per la creu incisa que presideix la façana principal. De fet, té tanta força la creu que podríem rebatejar el temple com Sant Roc de la creu incisa. Més elements, per exemple, per ressaltar: la porta d'entrada flanquejada per dues finestres quadrangulars. La porta queda separada de les dues finestres per dues semicolumnes de fust llis. Una sola llinda agermana les tres obertures. El portal, discret com el conjunt, i els finestrals. En aquest conjunt d'accés a l'església hi és gravada una inscripció en què només s'hi llegeix un nom. Miquel Mas. I punts suspensius. Més amunt de la creu hi ha una altra petita finestra. No està pas disposada de manera simètrica amb el conjunt, que corona un campanar d'espadanya. S'eleva per sobre del mur sud i està format per un arc de mig punt adovellat. I si a l'interior de la nau, de planta rectangular igual que un absis que no apareix marcat fora, es cobreix amb encavallades de fusta i l'espai absidial està cobert amb volta de canó, amb un cor de fusta als peus, a l'exterior tots els murs estan arrebossats amb morter de calç i ciment. Sant Roc presideix el camí enllosat que hi mena. I que s'encomana a la creu incisa. Una creu que dota l'església d'un caràcter personal.

#### Detalls
Una pintura que bé podria voler simular, en certa manera, un retaule que presideix l'altar. Evidentment, la tela la protagonitzat el titular del temple: sant Roc.

#### Situació, on és?
A Sornàs. Poc després d'Ordino en direcció el Serrat, trobareu el trencall que mena a Sornàs. De la CG-3 heu de passar a la CS-350. Enmig del poble hi ha l'església.

## Recorregut[5]
- CG-3
- Sornàs

| Tipus de Sortida | Direcció de la sortida | Carretera que hi enllaça | Qm  |
| ---------------- | ---------------------- | ------------------------ | --- |
| CS-350           | Sortida                | CG-3                     | 0   |
|                  | Sornàs                 | Carrer de Sant Roc       | 0,2 |